# Nizaminskiy Rayon
Nizaminskiy Rayon är en kommun i Azerbajdzjan.   Den ligger i distriktet Baku, i den östra delen av landet. Huvudstaden Baku ligger i Nizaminskiy Rayon.
Runt Nizaminskiy Rayon är det i huvudsak tätbebyggt.